# 労働組合
労働組合（ろうどうくみあい、英語: trade union、labor union、workers union）とは、労働者の連帯組織であり、労働市場における賃労働の売手の自主的組織である。その目的は組合員の雇用条件を維持し改善することであり、誠実な契約交渉の維持・賃上げ・雇用人数の増加・労働環境の向上などの共通目標達成を目的とする。略称は、労組（ろうそ、ろうくみ）、ユニオン。単に組合と呼ぶこともある。社会的には労働者の利益団体としても機能している。
資本主義において賃労働は商品の一つであるため、商品市場（労働市場）をコントロールし、より高い価格（賃金）で、かつ売れ残れないよう（完全雇用）労働者たちが「労働力の売り手」として結んだカルテルという側面も持つ。
OECD諸国においては、労働組合加入率は平均で17%であった（2017年）。加入率が50%を超えているのは"Ghent system"制度の国（組合傘下の機関が失業給付を管理する; デンマーク、フィンランド、アイスランド、スウェーデン、ベルギー）、およびノルウェーだけである。

## 歴史
労働組合（以下、単に「組合」と略することがある）の歴史は18世紀に遡り、産業革命によって女性・児童・農民労働者・移民労働者が多数労働市場に参加するようになった時代である。こういった非熟練労働者の集団が自主的に組織を編成したことが起源であり、後の労働組合として重要な役割を果たした。
カトリック教会などの承認を受けた労働組合は19世紀の終わりに登場した。ローマ教皇レオ13世は回勅「レールム・ノヴァールム」を公布して、教会としてこの問題にはじめてコミットし、労働者酷使問題について取り組み、労働者が妥当な権利と保護規制を受けられるようにすべきだと社会に要請した。

## 国際労働条約
労働組合の基本的原則として、1948年（昭和23年）の結社の自由及び団結権の保護に関する条約（ILO第87号条約）により、労働組合を組織する権利（団結権）および組合活動をする権利（団体交渉権）は、2人以上の労働者が組合結成に合意することにより労働組合を結成でき、いかなる届出も認証も許可も必要ではない。
基本条約（Fundamental convention）のひとつであり、日本はこの条約を1965年（昭和40年）6月14日に批准している。

## 加入率

ILOデータによる、労働組合加入率
90.0–99.0%
80.0–89.0%
70.0–79.0%
60.0–69.0%
50.0–59.0%
40.0–49.0%
30.0–39.0%
20.0–29.0%
10.0–19.0%
0.0–9.0%
No data

労働組合加入率は、 1998年にはOECD平均35.9%であったが、 2018年には 7.9%まで着実に減少している。これら主な理由は、製造業の衰退、グローバル化、政府の政策である。
製造業の衰退が最も直接的な影響となったのは、歴史的に労働組合が製造業従事者の利益にプラスであったためである。それゆえ、OECD諸国の製造業が国外に流出するにつれ、途上国の加入率が上昇する可能性がある。二つ目の理由は、グローバル化により労働組合が国をまたいで団結することが難しいためである。最後の理由は政府の政策であり、これらは政治的右派/左派の両者からのものである。英国と米国では、労働組合の結成を困難にしたり、労働組合の権力を制限したりする提案は主に右派からのものであった。その一方で、左派政府によって最低賃金、有給休暇、育児休暇などの社会政策が達成されると、労働組合に加入する必要性も減少するという。

OECD各国の労働組合加入率（従業員に占める割合％）

| 雇用契約   | 有期雇用             | 9%  |
| 雇用契約   | 無期雇用             | 20% |
| 教育レベル | High-skilled         | 20% |
| 教育レベル | Medium-skilled       | 17% |
| 教育レベル | Low-skilled          | 12% |
| 年齢       | 高齢 (55-64歳)       | 22% |
| 年齢       | 中年(25-54歳)        | 18% |
| 年齢       | 若年 (15-24歳)       | 7%  |
| 性別       | 女                   | 16% |
| 性別       | 男                   | 18% |
| 事業所規模 | 大規模               | 30% |
| 事業所規模 | 中規模               | 19% |
| 事業所規模 | 小規模               | 7%  |
| セクター   | 公企業               | 38% |
| セクター   | 民間企業             | 12% |
| 産業       | 社会的・個人サービス | 22% |
| 産業       | 政府機関             | 34% |
| 産業       | ビジネスサービス     | 11% |
| 産業       | 製造業               | 18% |
| 総合平均   | 総合平均             | 17% |

## 国際労働組合連合組織
最古の国際的組合には、1945年に設立された国際労働組合総連合（ITUC）がある。世界最大のものは、2006年に設立された世界労働組合連盟（WFTU）であり、ブリュッセルに本部を持ち、156の国と地域に約309の関連組織があり、加入者数は総計1億6600万人であった。

## 構成形態
組合がどの範囲の労働者を組織対象とするかは歴史的な変遷がみられ、現在でも多様である。組合員資格をどのように定めるかについては、法的な諸々の保護の関係で一定の制約を受けるほか、原則として組合の自治に委ねられている。主たる組合員の構成によって、以下のように分類される。

### 職能組合
職能組合（craft union）は労働組合の最も古典的な形態で、同一職種の熟練工によって組織される。
初期の職能組合は、地域的もしくは全国的な熟練労働力の独占によって、労働条件の引き上げを図る点に特徴があった。そこでは、具体的な労働条件について組合員間で協定を結び、それを強い統制によって労働者に遵守させると同時に、その条件に同意しない使用者のもとでの労働を拒否することが、労働条件引き上げの主たる手段であった。きわめて強力な組織形態であるが、産業の発展により大量の未熟練工が輩出するようになると、労働力の独占を維持しにくくなる。
今日の欧米諸国における職種別組合は、職能組合の発展したものであるが、団体交渉・争議行為を労働条件改善の主たる手段としている。

### 産業別組合
産業別組合（industrial union）は職種別組合が次第に統合され、職種のいかんを問わず、同一産業に属する労働者をすべて組織対象にするようになったものである。今日の欧米諸国における最も代表的な組織形態である。
産業別組合では争議行為を含む団体交渉が目的達成の主たる手段となる。団体交渉は様々な次元で行われるが、最も代表的な形態は産業別組合と産業別使用者団体との地域的もしくは全国的な交渉である。この場合、団体交渉での合意を記録した労働協約は、通常、当該産業における一種の法規範のような役割を果たす。それを最低基準として、各企業単位で上積みを図るのが通常であり、協約賃金と企業別賃金との格差は賃金ドリフトと呼ばれる。
日本における代表的な産業別組合としては全日本海員組合などがあるが、日本では産業別組合は例外的な存在でしかない。

### 企業別組合
企業別組合（enterprise union、company union）は事業所もしくは企業を単位として、職種に関わらず、そこに属する労働者を一括して組織する形態である。
日本では大部分の組合がこの形態をとっている。欧米諸国では使用者が組合に対抗するために結成した企業別組織（黄色組合）との闘争という歴史から、企業別組合はほとんどみられない。産業別組合と比較すると、当該企業の実態に合った労使交渉が行われる反面、団体交渉の成果が当該企業内のみに留まるため、交渉に企業間競争を促す力が弱い。組合が企業意識に支配されやすく、企業間競争が激化するにしたがって、他の労働組合と連帯して行動するよりは、使用者と協力して企業の繁栄に努めるという行動をとりがちになる。その結果、労働条件の平準化という組合本来の機能の発揮において大きな限界をもつことになる。また、企業別組合においては、失業者を含む産業分野の労働者全体への関心が稀薄になる。
日本の企業別組合においては、組合員の資格を当該企業の従業員（特に、正社員であって一定以上の役職者でないこと）に限るとすること（いわゆる逆締付条項）を規約で定める組合が多い。
ジェイムズ・アベグレンが著書『日本の経営』（1958年）で、企業別労働組合を終身雇用、年功序列とともに、「日本的経営の三種の神器」であると示した。

#### 単位産業別労働組合
企業別組合では対応できない課題に対応するため、企業別組合が産業別に集まった連合体。通称、単産（たんさん）。

### 一般組合
一般組合（general union）は職種・産業のいかんを問わず、すべての労働者を組織対象とするものである。
19世紀末以来、イギリスにおいて非熟練工を組織するための形態として発展してきた。日本においては、零細企業に分散している労働者や、パートタイム労働者・派遣労働者・管理職など、企業別組合から事実上排除されている労働者を組織化するためにとられる形態である。

#### 合同労働組合
合同労働組合は企業別組合に組織しにくい労働者を地域ごとに個人加盟原則によって組織する点に特徴があるが、その組織形態は多様であり、産業別組合、職種別組合、一般組合などの形態をとる。一般組合の中にも、主要な産業別の労働者を主たる組織対象としつつそれ以外の労働者にも広げるものと、文字通り職種・産業を問わず広く労働者を組織する組合が存在する。
一般に中小零細企業では使用者の権力が強く、企業別組合さえ組織しえない場合が多い。1955年（昭和30年）の総評大会では、このような中小零細企業における組織化を方針として掲げ、それ以来合同労働組合の結成が推進されてきた。

## ショップ制
労働組合と使用者との労使関係には、様々な形態がある。ここで言う「ショップ」とは、労使間で様々な約束事や取り決め事を交わす「協定」の意である。
日本では、その事業所で組織される労働組合が同事業所の労働者総数の過半数を代表する場合において、その組合の組合員であることを雇用条件とする労働協約を締結することができる（労働組合法第7条第1号但書）。
英国ではEU指令が出される以前に、1980年代のサッチャー政権によってクローズドショップ制とユニオンショップ制が規制された。

### オープンショップ制
使用者が労働者を雇い入れるに際し、特に組合員であることを雇用条件としていないものである。基本的に組合員とそうでない者との労働条件等の処遇の違いは無い。
日本では、国家公務員・地方公務員の「職員団体」（民間企業の労働組合に相当）については、オープンショップでなければならないとされている（国家公務員法第108条の5第2項、地方公務員法第55条第2項）。

### クローズドショップ制
使用者が労働者を雇い入れるに際し、組合員から雇用しなければならないとする制度である。労働者が組合員である資格を失った時は使用者はその労働者を解雇しなければならない。この制度は産業別労働組合が存在する国々に見られるが、日本では見られない。
アメリカ合衆国では、タフト・ハートレー法によってクローズドショップ制を禁止している。

### ユニオンショップ制
使用者が労働者を雇い入れるに際しては、組合員であってもそうでなくても構わないが、労働者は入社後、組合規約で定めた期間内に組合員にならなければならないとする制度である。期間内に組合員にならなかったり、あるいは後に組合員たる資格を失った時は、使用者はその労働者を解雇しなければならない。日本の大手企業に存在する主な組合に見られる。通常は当該組合を労働者の唯一の交渉代表として承認する「唯一交渉団体条項」と一緒に締結されることが多い（これにより、当該組合は使用者によって、全労働者が当然に加入する当該企業で唯一の組合としての地位を認められる）。但し、実際はいわゆる「尻抜けユニオン」という体制が敷かれていることが多く、組合員である資格を失っても雇用については別途労使間で協議し、決定することが多い。従って、組合を脱退したからと言って必ずしも退職しなければならないことはない。
日本においては、過去の判例で、ユニオンショップ協定下において組合から脱退した場合において、労働者の組合選択の自由及び他の組合の団結権を侵害する場合には、使用者の解雇義務は公序良俗に反し無効とされ、他の組合に加入した労働者は解雇されない。また、過去に組合を辞めない旨を特に合意していた場合でも「組合員は脱退の自由を有する」とされている。したがって組合の内部抗争において執行部派が解雇をちらつかせて反執行部派を抑え込むことは、事実上できなくなっている。
アメリカ合衆国では、州によっては労働権利法（Right-to-work law）を適用し、ユニオンショップ制を禁止している。

### エイジェンシーショップ制
労働組合への加入は労働者の意志によるが、組合員でない者でも、団体交渉にかかる経費と苦情処理にかかる経費を会費として支払わなければならない。ただし、組合員でない者はそれ以外の経費（ロビー活動にかかる経費や、組合員のみに与えられる特権の経費など）を支払う必要はない。

## 各国の状況

### 日本
日本における組合加入率は16.8%（2019年）であった。団体交渉は、主に地方または会社レベルで行われている。

### アメリカ合衆国
米国では、組織率は1983年に20.1％の割合を占めて以降、徐々に低下しており、2012年の時点で11.3%となっている。組織率低下の要因として、国際競争が激しくなった結果、特に鉄鋼や自動車産業の工業部門において、かつては組合員によって行われていた仕事が人件費の安い海外で行われるようになったこと、生産の自動化によって、製造ラインで一部の労働者が必要無くなったこと、更に組合の力が強い州に所在する多くの企業が、労働権法が制定されていて組合がほとんど存在しない州に工場を移転したことなどが指摘されている。

米国における1980年代の違法闘争.

公共部門と民間企業を比較した場合、公共部門の労働組合の組合員数は民間企業の5倍以上に達する。なお、日本とは異なり、警察や消防にも労働組合は存在する。
労働組合は、内部労働者の利益（職の維持）のために、そのコストを外部労働者・財やサービスの消費者・企業の株主に押しつけていると非難されている。公教育の分野においては、教師組合は、若い教師を辞めさせるよう仕向けることで、学校関係者に支持される老年教師ばかりになり、そのために優秀な教師が減ってきているといると非難されている。
アメリカのマクロ経済学者ミルトン・フリードマンは「労働組合は不要である」として「労働組合が組合員に対して獲得する賃上げは、主として組合の外にいる他の労働者の犠牲においてである」という言葉を残している。ある職種・産業において労働組合が賃上げに成功すると、その分野での雇用は減ることになり、結果としてその分の雇用が市場に放出されることで、他の産業・労働者の賃金が押し下げられる。結果として高賃金労働者の賃金は上昇し低賃金労働者の賃金は下落することで、賃金格差を拡大させるという。

### 中華人民共和国
中国においては、「工会」（zh:工会）と呼ばれており、「共産党の指導を受ける」ことが基本とされている。中国国内の企業（外商投資企業を含む）、事業単位、機関及びその他の社会組織の主に賃金収入により生活する労働者は、民族、人種、性別、職業、信条、教育程度を問わず、中国工会全国代表大会が定めた「中国工会規約」を承認すれば、全て「工会」に加入し、組合員となることができる。したがって従業員だけでなく、経営者も労働組合に加入することが可能となっている。

## 記号
労働組合を表す㈸が「全角括弧付き労」としてUnicodeに含まれている。
| 記号 | Unicode | JIS X 0213 | 文字参照          | 名称                                         |
| ---- | ------- | ---------- | ----------------- | -------------------------------------------- |
| ㈸   | U+3238  | -          | &#x3238; &#12856; | 全角括弧付き労 PARENTHESIZED IDEOGRAPH LABOR |
| ㊘   | U+3298  | -          | &#x3298; &#12952; | 丸労 CIRCLED IDEOGRAPH LABOR                 |